# Susan Solomon
Susan Solomon (Chicago, 19 de janeiro de 1956) é uma premiada química atmosférica estadunidense. Ela trabalhou na National Oceanic and Atmospheric Administration e foi uma das primeiras pessoas a propor o clorofluorcarboneto (CFC) como causador do buraco na camada de ozônio na Antártica.
Susan é também professora do Instituto de Tecnologia de Massachusetts (MIT) no departamento de Terra, Astmosfera e Ciências Planetárias. Por seu trabalho, já ela recebeu um Nobel da Paz e é reconhecida internacionalmente como líder nas questões da Ciência Atmosférica.

## Prêmios
- 1991: Henry G. Houghton Award por pesquisa em meteorologia física, American Meteorological Society. [7]
- 1994: A montanha de neve Solomon Saddle (78° 23′ S, 162° 39′ L), com cerca de 1 850 metros (6 070 pé) foi nomeada em seu nome.
- 1994: Solomon Glacier (78° 23′ S, 162° 30′ L), um Glacial Antárctico em sua honra.
- 1999: Medalha Nacional da Ciência, entregue pelo Presidente dos Estados Unidos.[8]
- 2000: Medalha Carl-Gustaf Rossby Research , pelo American Meteorological Society.
- 2002: Prêmio Weizmann de Mulheres na Ciência
- 2004: Blue Planet Prize, Asahi Glass Foundation[9]
- 2006: Prêmio V. M. Goldschmidt [10]
- 2007: William Bowie Medal, American Geophysical Union[11]
- 2007: Prêmio Nobel da Paz, como membro do Painel Intergovernamental sobre Mudanças Climáticas ao lado do político Al Gore.[4]
- 2008: Grande Medalha da French Academy of Sciences.[12]
- 2008: Foreign Member da Royal Society.[13]
- 2009: Volvo Environment Prize, Royal Swedish Academy of Sciences[14]
- 2009: Entrou para o National Women's Hall of Fame dos Estados Unidos. [15]
- 2010:Medalha de Serviço pela America, Partnership for Public Service.
- 2012: Vetlesen Prize, por seu trabalho no buraco da camada de Ozônio. Ela foi a primeira mulher a receber esse prêmio.[4]
- 2013: Prêmio BBVA Foundation Frontiers of Knowledge, na Categoria de Mudanças Climáticas.[5]
- 2015: Doctor Honoris Causa pela Universidade de Brown.[16]
- 2017: Arthur L. Day Prize and Lectureship, National Academy of Sciences por seu trabalho sobre a atmosfera química e a Camada de Ozônio[17]
- 2018: Bakerian Lecture[18]
- 2018: Crafoord Prize em Geociência. [19]